# La Patte de Dindon
La Patte de Dindon est une association belge d'artistes bruxellois active à partir de 1852, jusqu'aux premières années du XXe siècle.

## Caractéristiques
La Patte de Dindon est une académie libre essentiellement formée de peintres réalistes. Ce cercle comprend un atelier pour les membres qui souhaitent réaliser ensemble des expositions et également former de jeunes artistes. Les membres de l'association se réunissent à l'étage de la brasserie La Patte de Dindon sur la Grand-Place de Bruxelles, où ils peignent ensemble, notamment d'après un modèle. 
L'existence de la Patte de Dindon débute en 1852 selon Sander Pierron et s'inspire du modèle de l'académie libre que le sculpteur Français François Rude a créée vers 1822 au couvent des Lorraine lorsqu'il résidait à Bruxelles. Théodore Fourmois (1814-1871) est l'un de ses plus anciens membres, tandis que Alfred Verhaeren (né en 1849) et Eugène Laermans (jusqu'en 1900), y sont formés. Henri Binard devient président de l'association. 
En 1902, Sander Pierron évoque le cinquantenaire de l'académie de la Patte de Dindon,,.

## Quelques membres
Firmin Baes, Henri Cassiers,, Paul Hermanus, Eugène Laermans, Jean Laudy, Marten Melsen, Henri Ottevaere, Henry Stacquet, Frans Van Leemputten, Constantin Meunier, Victor Uytterschaut et Omer Coppens.

## Expositions
- 1868 : Hippolyte Boulenger expose au cercle l'œuvre L'Été[10].